# White Coomb
White Coomb är en kulle i Storbritannien.   Den ligger i kommunen Dumfries and Galloway och riksdelen Skottland, i den centrala delen av landet, 500 km nordväst om huvudstaden London. Toppen på White Coomb är 821 meter över havet, eller 372 meter över den omgivande terrängen. Bredden vid basen är 12,6 km.
Terrängen runt White Coomb är huvudsakligen lite kuperad.Runt White Coomb är det glesbefolkat, med 13 invånare per kvadratkilometer. Närmaste större samhälle är Moffat, 10,2 km sydväst om White Coomb. Trakten runt White Coomb består i huvudsak av gräsmarker.